# Natalia Barkun
Natalia Barkun es una deportista bielorrusa que compitió en triatlón. Ganó dos medallas en el Campeonato Europeo de Triatlón de Larga Distancia en los años 2005 y 2008.

## Palmarés internacional
| Campeonato Europeo | Campeonato Europeo  | Campeonato Europeo | Campeonato Europeo |
| Año                | Lugar               | Medalla            | Prueba             |
| ------------------ | ------------------- | ------------------ | ------------------ |
| 2005               | Säter (Suecia)      | Medalla de bronce  | Individual         |
| 2008               | Gérardmer (Francia) | Medalla de oro     | Individual         |